# Zahorna, Șoldănești
Zahorna este un sat din cadrul comunei Dobrușa din raionul Șoldănești, Republica Moldova.
În vestul localității este amplasat izvorul din preajma satului Zahorna, o arie protejată din categoria monumentelor naturii de tip hidrologic.